# Q̃
Cette page contient des caractères spéciaux ou non latins. S’ils s’affichent mal (▯, ?, etc.), consultez la page d’aide Unicode.
Q̃ (minuscule : q̃), appelé Q tilde, est un graphème qui était utilisé au Moyen Âge comme abréviation du mot que dans l’écriture du latin ou de certaines langues romanes comme le français, l’espagnol ou le portugais. Il s'agit de la lettre Q diacritée d'un tilde.

## Utilisation
En français, le q tilde était utilisé pour le mot « quand ».

## Représentations informatiques
Le Q tilde peut être représenté avec les caractères Unicode suivants :
- décomposé (latin de base, diacritiques)[2],[3] :

| formes    | représentations | chaînes de caractères | points de code | descriptions                                |
| --------- | --------------- | --------------------- | -------------- | ------------------------------------------- |
| capitale  | Q̃               | Q◌̃                    | U+0051 U+0303  | lettre majuscule latine q diacritique tilde |
| minuscule | q̃               | q◌̃                    | U+0071 U+0303  | lettre minuscule latine q diacritique tilde |